# Егтярі
Е́гтярі або Ягтярі (фін. Ähtäri, швед. Etseri) — місто в північно-західній Фінляндії. В місті проживає 6 508 мешканців (2010), загальна площа міста становить 909,97 км², з яких 105,06 км² — водний простір. Густота населення становить 8,09 осіб/км².
У місті євангелічна церква, зведена 1937.
Егтярі є привабливим для туристів, зокрема, через невеличкий зоопарк і скельний готель Mesikammen (автор Тімо Суомалайнен). Поруч знаходиться озеро Ягтярінярві (Ähtärinjärvi).

## Примітки

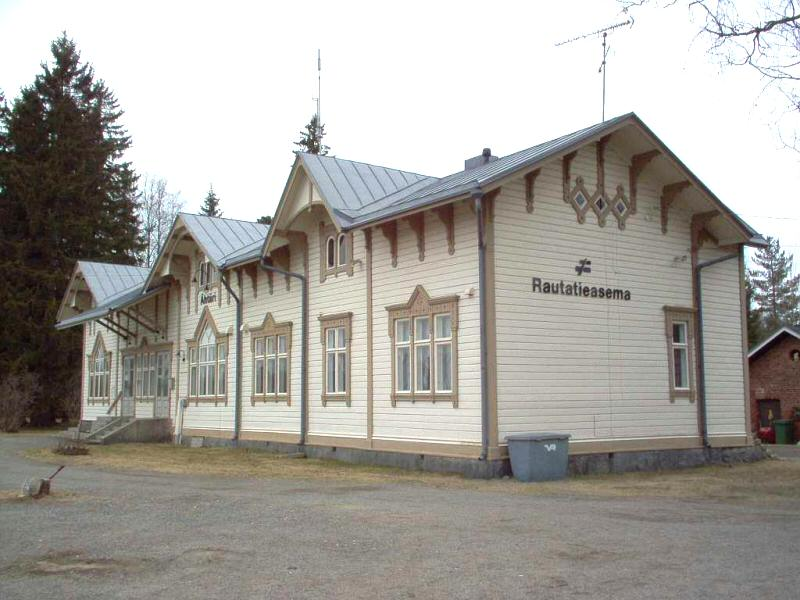
Залізнична станція